# Бостонский душитель (фильм, 2023)
«Бостонский душитель» (англ. Boston Strangler) — художественный фильм режиссёра Мэтта Раскина. В основе сюжета реальная история Бостонского душителя, который в 1960-х годах убил в Бостоне 13 женщин. Главные роли исполнили Кира Найтли, Кэрри Кун, Алессандро Нивола и Крис Купер. Съёмки прошли в Бостоне с декабря 2021 по март 2022 года.
Премьера фильма состоялась 17 марта 2023 года на сервисе Hulu.

## Сюжет
В центре сюжета фильма репортёр Лоретта Маклафлин, раскрывшая историю о Бостонском душителе. Вместе с репортером Джин Коул, Маклафлин бросила вызов сексизму той эпохи, продолжая расследование с риском для жизни и раскрывая коррупцию, которая поставила под сомнение личность душителя.

## В ролях
- Кира Найтли — Лоретта Маклафлин
- Кэрри Кун — Джин Коул
- Алессандро Нивола — детектив Конли
- Крис Купер — Джек Маклейн
- Дэвид Дастмалчян — Альберт Десальво
- Роберт Джон Берк — Эдди Холланд
- Морган Спектор — Джеймс
- Билл Кемп — комиссар Эдмунд Макнамара
- Джон Линдстром

## Производство и премьера
Автором сценария и режиссёром фильма стал Мэтт Раскин. 4 октября 2021 года главную роль в фильме получила Кира Найтли. В ноябре 2021 года к актёрскому составу присоединились Кэрри Кун, Алессандро Нивола, Крис Купер и Дэвид Дастмалчиан, а в начале 2022 года — Роберт Джон Берк и Морган Спектор.
Съёмки начались 6 декабря 2021 года в Белмонте, в доме, где проживала Лоретта Маклафлин. Для съёмок фильма начальная школа Винн Брук была превращена в полицейское управление Кембриджа. Технологический институт Бенджамина Франклина был на время съёмок превращён в штаб-квартиру полиции. Съёмки также прошли в Лоуэлле, Линне, Малдене, Роксбери и Уэлсли. Съёмки завершились в марте 2022 года.
Премьера фильма запланирована студией 20th Century Studios на сервисе Hulu.

## Восприятие
На сайте Rotten Tomatoes фильм имеет рейтинг 63 % основанный на 79 отзывах, со средней оценкой 6.3/10. На Metacritic средневзвешенная оценка составляет 60 из 100 на основе 26 рецензий, что указывает на «смешанные или средние отзывы».